# Посвящение в любовь
«Посвящение в любовь» — российский телефильм 1994 года. В основу фильма легли рассказы Ивана Бунина: «Лёгкое дыхание», «Холодная осень» и «Руся».

## Сюжет
Старый писатель перебирает в руках реликвии, напоминающие ему о событиях ушедших лет.
В первой новелле молодая гимназистка Оля Мещерская предаёт своего возлюбленного, вступая в связь с другим, которого не любит, и гибнет от его руки.
Во второй новелле девушка провожает на фронт жениха, он завещает ей, если будет убит, порадоваться жизни здесь, на земле, а потом встретиться с ним там, в другой жизни. Он будет убит, она намного переживет его, и будет пытаться устроить свою жизнь на земле[что?].
В третьей новелле (воспоминание в воспоминании) герой рассказывает жене о девушке, которую он любил, однако их отношения разрушила деспотичная мать.

## В ролях
| Актёр                    | Роль                         |
| ------------------------ | ---------------------------- |
| Иннокентий Смоктуновский | текст от автора              |
| Александра Буданова      | Оля Мещерская, гимназистка   |
| Егор Бероев              | Шерш, гимназист              |
| Ирина Полянская          | невеста                      |
| Дмитрий Воробьёв         | жених                        |
| Екатерина Иванова        | Руся                         |
| Джемма Осмоловская       | мать невесты                 |
| Александр Павлов         | Алексей Михайлович           |
| Владислав Лобанов        | репетитор, возлюбленный Руси |
| Татьяна Бубельникова     | жена репетитора              |
| Ирина Квитинская         | Ирина Дмитриевна             |
| Эльвира Бруновская       | мать Руси                    |
| Олег Мартьянов           | военный                      |

## Творческая группа
- Режиссёр и автор сценария: Лев Цуцульковский
- Оператор: Игорь Попов
- Композиторы: Владимир Фёдоров, Леонид Резетдинов
- Звукооператор: Сергей Варцан
- Директор картины: Лариса Якушева

## Критика
Александр Фёдоров писал: 
«Увы, на мой взгляд, эта картина заслуживает лишь горестного упоминания — вместо тонкой лирической атмосферы классической прозы перед нами тяжеловесное, дурно разыгранное зрелище».